# Руда-Жечка
Руда-Жечка (пол. Ruda Rzeczka) — село в Польщі, у гміні Чарна-Білостоцька Білостоцького повіту Підляського воєводства.
Населення — 109 осіб (2011).
У 1975-1998 роках село належало до Білостоцького воєводства.

## Демографія
Демографічна структура станом на 31 березня 2011 року:
|          | Загалом | Допрацездатний вік | Працездатний вік | Постпрацездатний вік |
| -------- | ------- | ------------------ | ---------------- | -------------------- |
| Чоловіки | 49      | 7                  | 37               | 5                    |
| Жінки    | 60      | 11                 | 38               | 11                   |
| Разом    | 109     | 18                 | 75               | 16                   |